# Plan Bakker-Schut

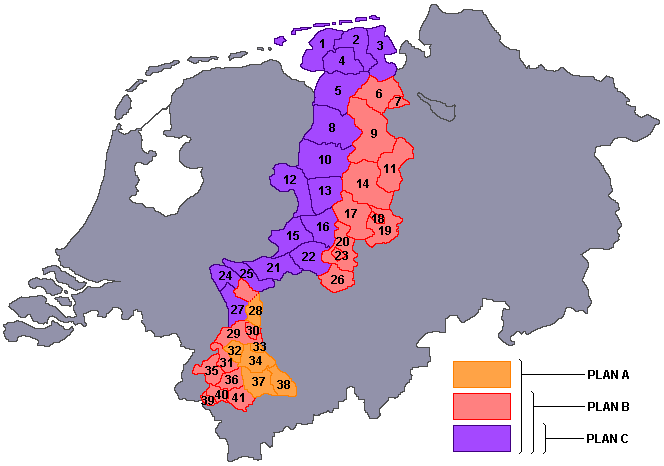
El plan Bakker-Schut. Al oeste, Países Bajos, al este, las zonas alemanas de Baja Sajonia y Westfalia del Norte. Las zonas coloreadas corresponden a los territorios reclamados por los Países Bajos.

El plan Bakker-Schut o plan Gran Países Bajos era un plan de anexión de territorios de Alemania por parte de los Países Bajos tras la Segunda Guerra Mundial.

## Descripción
El plan fue propuesto por el gobierno neerlandés tras la Segunda Guerra Mundial, el nombre del plan provenía del nombre de los miembros de la comisión neerlandesa encargada de redactar dicho proyecto. Consistía en una serie de reparaciones económicas pero también de la anexión de algunos territorios alemanes. En su planteamiento más ambicioso incluiría ciudades como Aquisgrán, Colonia, Mönchengladbach, Münster u Osnabrück. De haberse llevado a cabo, el plan hubiera supuesto para Países Bajos de un aumento de más del 30% de su territorio.
Muchos alemanes que vivían en Países Bajos fueron considerados "sujetos enemigos" e internados en campos de concentración en la llamada Operación Tulipán Negro. De estos, 4000 fueron deportados de Países Bajos. Como respuesta a esta operación, el Alto Comisionado Aliado expulsó a miles de ciudadanos neerlandeses residentes en Alemania. El plan Bakker-Schut preveía la expulsión de toda la población local a excepción de los alemanes que hablaban el dialecto bajo alemán, lengua que asimilaban al idioma neerlandés.

## Rechazo del Plan
En 1947, el Alto Comisionado Aliado en Alemania rechazó de pleno el proyecto neerlandés. Los aliados estaban desbordados por la llegada de refugiados alemanes a Alemania (entre 12 y 14 millones) y no estaban dispuestos a que hubiese más desplazamientos de poblaciones. La Conferencia de Londres del 23 de abril de 1949 permitió, sin embargo, realizar pequeños ajustes fronterizos a favor de Países Bajos. Ese mismo día, tropas neerlandesas ocuparon zonas correspondientes a una versión reducida del plan anexionando 69 km², la mayoría en Elten (cerca de Emmerich am Rhein) y Selfkant. La mayoría de los territorios ocupados fueron devueltos a Alemania el 1 de agosto de 1963 a excepción del pequeño pueblo de Wyler.

## Regreso
A partir de marzo de 1957, Alemania Occidental negoció la devolución de estas zonas con los Países Bajos. Estas negociaciones condujeron a un acuerdo (en alemán: Vertrag vom 8. April 1960 zwischen der Bundesrepublik Deutschland und dem Königreich der Niederlande zur Regelung von Grenzfragen und anderen zwischen beiden Ländern bestehenden Problemen; abreviado: Ausgleichsvertrag, es decir, tratado de establecimiento) realizado en La Haya el 8 de abril de 1960, en el que Alemania Occidental aceptó pagar 280 millones de marcos alemanes por la devolución de Elten, Selfkant y Suderwick, en concepto de Wiedergutmachung.
El territorio fue devuelto a Alemania Occidental el 1 de agosto de 1963, excepto una pequeña colina (de unos 3 km2) cerca del pueblo de Wyler, llamada Duivelsberg/Wylerberg, que fue anexionada por los Países Bajos y sigue formando parte de ellos hasta hoy.